# Villers-Saint-Barthélemy
Villers-Saint-Barthélemy és un municipi francès, situat al departament de l'Oise i a la regió dels Alts de França. L'any 2007 tenia 465 habitants.

## Demografia

### Població
El 2007 la població de fet de Villers-Saint-Barthélemy era de 465 persones. Hi havia 176 famílies de les quals 24 eren unipersonals (8 homes vivint sols i 16 dones vivint soles), 60 parelles sense fills, 72 parelles amb fills i 20 famílies monoparentals amb fills.
La població ha evolucionat segons el següent gràfic:
Habitants censats

### Habitatges
El 2007 hi havia 204 habitatges, 174 eren l'habitatge principal de la família, 18 eren segones residències i 12 estaven desocupats. Tots els 202 habitatges eren cases. Dels 174 habitatges principals, 160 estaven ocupats pels seus propietaris, 7 estaven llogats i ocupats pels llogaters i 7 estaven cedits a títol gratuït; 1 tenia dues cambres, 17 en tenien tres, 39 en tenien quatre i 117 en tenien cinc o més. 152 habitatges disposaven pel capbaix d'una plaça de pàrquing. A 56 habitatges hi havia un automòbil i a 106 n'hi havia dos o més.

### Piràmide de població
La piràmide de població per edats i sexe el 2009 era:
| Homes | Edats   | Dones |
| ----- | ------- | ----- |
| 0     | 95 o +  | 0     |
| 4     | 90 a 94 | 0     |
| 0     | 85 a 89 | 0     |
| 0     | 80 a 84 | 4     |
| 4     | 75 a 79 | 4     |
| 12    | 70 a 74 | 16    |
| 8     | 65 a 69 | 8     |
| 4     | 60 a 64 | 8     |
| 4     | 55 a 59 | 0     |
| 16    | 50 a 54 | 24    |
| 12    | 45 a 49 | 0     |
| 40    | 40 a 44 | 40    |
| 20    | 35 a 39 | 24    |
| 16    | 30 a 34 | 20    |
| 16    | 25 a 29 | 8     |
| 0     | 20 a 24 | 12    |
| 40    | 15 a 19 | 28    |
| 32    | 10 a 14 | 24    |
| 4     | 5 a 9   | 16    |
| 20    | 0 a 4   | 12    |

## Economia
El 2007 la població en edat de treballar era de 296 persones, 232 eren actives i 64 eren inactives. De les 232 persones actives 218 estaven ocupades (123 homes i 95 dones) i 14 estaven aturades (6 homes i 8 dones). De les 64 persones inactives 30 estaven jubilades, 14 estaven estudiant i 20 estaven classificades com a «altres inactius».

### Ingressos
El 2009 a Villers-Saint-Barthélemy hi havia 179 unitats fiscals que integraven 481 persones, la mediana anual d'ingressos fiscals per persona era de 21.932 €.

### Activitats econòmiques
Dels 17 establiments que hi havia el 2007, 6 eren d'empreses de construcció, 3 d'empreses de comerç i reparació d'automòbils, 1 d'una empresa d'informació i comunicació, 2 d'empreses financeres, 1 d'una empresa immobiliària i 4 d'empreses de serveis.
Dels 8 establiments de servei als particulars que hi havia el 2009, 1 era un taller de reparació d'automòbils i de material agrícola, 2 fusteries, 2 lampisteries, 2 electricistes i 1 agència immobiliària.
L'any 2000 a Villers-Saint-Barthélemy hi havia 10 explotacions agrícoles.

## Equipaments sanitaris i escolars
El 2009 hi havia una escola elemental.

## Poblacions més properes
El següent diagrama mostra les poblacions més properes.